# Комфо
Komfo (Комфо) е международна софтуерна компания с офиси в България и Дания. Разработва софтуер за управление на корпоративни профили в социалните медии . Създадена е през 2008 г. от български и датски съдружници.
В българския офис е базирана разработката на софтуер, а в Копенхаген са съсредоточени продажбите и маркетинг дейностите. Също така там се състои ежегодния Komfo Summit с фокус върху развитието на социалните медии.
През февруари 2018 Комфо е придобита от Falcon.io и екипите на двете компании се обединяват с цел разработване на най-добрия софтуер за маркетинг в социалните медии.

## Социални медии
Комфо е първата скандинавска компания, обявена за Facebook Preferred Developer Consultant (по-късно – Facebook
Marketing Partner) в началото на 2010 г. В платформата Komfo могат да се интегрират най-популярните социални медии – Facebook, Twitter, LinkedIn, Instagram, Google+, Pinterest, YouTube и други.

## Tехнологии
Кодът за най-важните системи и интерфейси е написан на Java. Основна база данни е MongoDB, подпомагана от MySQL, Elasticsearch и Redis. Относно технологиите от клиентска страна, се разработва UI интерфейс, базиран на HTML5, CSS3, Sass, AngularJS, jQuery. Разработват се иновативни дата аналитикс на Hbase и Hadoop. Качеството на софтуера се проверява чрез иновативни много бързи тестове след всяка промяна в кода (по-малко от две минути). Методологията за разработка на софтуер е Scrum.

## Награди и постижения
През 2013 г. Komfo Ad Manager печели наградата за „Най-сложен продукт“, а година по-рано – за „Най-иновативен продукт“ от Българските уеб награди.
През 2014 г. Комфо получава 2 награди – Bully Awards (софтуерните Оскари) и Red Herring Top 100 Europe
През 2015 г. VentureBeat определя Komfo за най-добрия професионален инструмент за управление на присъствието в социалните медии, който създава успех за своите потребители. Проучването е проведено сред общо 28 tool-а.